# Ротан (Тексас)
Ротан (енгл. Rotan) град је у америчкој савезној држави Тексас. По попису становништва из 2010. у њему је живело 1.508 становника.

## Демографија
Према попису становништва из 2010. у граду је живело 1.508 становника, што је 103 (6,4%) становника мање него 2000. године.
| Група             | 2000.       | 2010.       |
| Белци             | 977 (60,6%) | 850 (56,4%) |
| Афроамериканци    | 90 (5,6%)   | 95 (6,3%)   |
| Азијати           | 3 (0,2%)    | 8 (0,5%)    |
| Хиспаноамериканци | 530 (32,9%) | 537 (35,6%) |
| Укупно            | 1.611       | 1.508       |